# Die Drei von der Müllabfuhr – Die Streunerin
Die Streunerin ist eine deutsche Filmkomödie von Hagen Bogdanski aus dem Jahr 2021. Es handelt sich um den fünften Film der ARD-Reihe Die Drei von der Müllabfuhr mit Uwe Ochsenknecht als Müllmann Werner Träsch in der Hauptrolle. Die deutsche Erstausstrahlung erfolgte am 7. Mai 2021 auf dem ARD-Sendeplatz Endlich Freitag im Ersten.

## Handlung
Müllmann Werner Träsch, der gerade mit seiner großen Liebe Gabi Hertz in eine gemeinsame Wohnung gezogen ist, überrascht sie an ihrem zweiten Jahrestag ihres Kennenlernens mit einer Fuerteventura-Reise. Das erweist sich allerdings in der Umsetzung als schwierig, da beide unterschiedliche Auffassungen von Urlaub haben und Gabi überhaupt nicht nach Fuerteventura will. Mit der Zeit haben aber beide ein Einsehen und wollen versuchen nicht so streng an ihrer Meinung festzuhalten. Werner storniert die Reise und lässt Gabi entscheiden, wo sie hinreisen wollen.
Beruflich muss sich Träsch mit Hanno Felsenhain, einem Mitarbeiter einer Unternehmensberatung, herumschlagen. Die Strukturpläne der Entsorgungsfirma sollen neu überdacht werden und deshalb will sich der Mann ein Bild von der Arbeit der Müllmänner machen. Da Träsch als bester Mitarbeiter der Firma gilt, soll er sich um Felsenhain kümmern, der die nächsten Tage mit ihm und seiner Truppe auf Tour gehen soll. Mit seiner peniblen Art behindert Felsenhain dabei nicht nur den Arbeitsablauf, sondern auch Träschs soziales Engagement. Seit ihm die obdachlose Luna über den Weg gelaufen ist, lässt ihn das Schicksal des jungen Mädchens nicht los. Es gelingt ihm mit Luna ins Gespräch zu kommen und er vermittelt ihr eine Unterkunft. Dabei helfen ihm seine Kollegen Ralle und Tarik. Gemeinsam wollen sie Luna menschlich und finanziell unter die Arme greifen. Sie erzählt allerdings nicht, warum sie auf der Straße lebt und von einer Gruppe junger Männer bedroht wird. Nachdem Luna eine Nacht bei Ralle und Tarik auf dem Boot verbringen durfte, muss sie am nächsten Tag erneut vor ihren Verfolgern fliehen. Ralle und Tarik versuchen sie zu finden und kommen dabei hinter Lunas Geheimnis: sie ist schwanger und hatte ihren Freund Latif vor die Wahl gestellt, „entweder sie oder seine Familie“. Die erhebt jedoch Anspruch auf Lunas Baby, da es ein Teil ihrer streng „konservativen Migrationsfamilie“ ist und ihrer Meinung nach zu ihnen gehört. Seitdem ist sie auf der Flucht vor Latifs Brüdern. Nach einer handfesten Konfrontation mit den Müllmännern, klären sich die Fronten und Luna kann unbehelligt ihr Zukunft planen.
Für Felsenhain waren die Tage bei der Müllabfuhr durchaus lehrreich und er hat einen Einblick bekommen in das Leben der Männer, die den Müll anderer Leute wegräumen und dies sogar gern tun. Seine arrogante Denkweise muss er hinterfragen, was ihm dabei hilft, besser mit seinen Minderwertigkeitskomplexen und seiner Einsamkeit klarzukommen. Am Ende nimmt er Luna bei sich auf und hilft der Entsorgungsfirma sogar dabei gegen die Unternehmensberatung, für die er eigentlich nur recht widerwillig arbeitet, vorzugehen. Der vorgelegte Abschlussbericht steckt voller Fehler und nachdem Felsenhain  seinem Junior-Chef mangelnde Kompetenz nachweisen kann, steigt sein Ansehen in der Firma und damit sein Selbstbewusstsein.

## Hintergrund
Die Streunerin wurde vom 6. Oktober 2020 bis zum 2. Dezember 2020 zeitgleich mit dem nachfolgenden sechsten Film Operation Miethai in Berlin und Umgebung gedreht. Produziert wurde der Film von der Bavaria Fiction.

## Rezeption

### Einschaltquote
Die Erstausstrahlung von Die Drei von der Müllabfuhr – Die Streunerin erfolgte am 7. Mai 2021 und wurde in Deutschland von 4,42 Millionen Zuschauern gesehen. Er erreichte einen Marktanteil von 14,1 Prozent für Das Erste.

### Kritik
Rainer Tittelbach von Tittelbach.tv meinte: „Auch in der fünften Episode der ARD-Freitagsreihe ‚Die Drei von der Müllabfuhr‘[…] ist wieder reichlich was los. Der Kiez schläft nicht, und der Käpt’n kann und will sich nicht raushalten, wenn es um die Belange derer geht, die es nicht so leicht im Leben haben. Erfreulicherweise aber hilft die Ochsenknecht-Figur nicht mehr ganz so zwanghaft wie zuletzt. Der schleichende Veränderungsprozess des bisher betont schlichten Charakters zeigt sich unter anderem auch in der Haltung zum Thema Kultur, die ihm die Autoren Gernot Gricksch und Toks Körner in die Drehbücher geschrieben haben. Der kleine Mann legt mehr Toleranz an den Tag, gibt nicht immer sofort dickköpfig contra – wodurch die anderen Charaktere an Kontur gewinnen.“
Bei Prisma.de urteilet Hans Czerny: „Die Zuschauer haben die drei von der Berliner "Mülle" offenbar ins Herz geschlossen. Wem ob der allzu gütigen Hilfsbereitschaft der Kerle im orangen Overall anfangs noch bange war, ob sie denn auch in Fortsetzung gehen würden, wurde eines Besseren belehrt.“ Das „Happyend“ ist garantiert und auch der Humor kommt nicht zu kurz, wenn immer mal wieder „Ratten […] den ängstlichen Mitarbeiter Tarik erschrecken.“
Tilmann P. Gangloff wertete für evangelisch.de und schrieb: „Die Filme über die drei Männer von der Berliner Müllabfuhr mögen nach einem simplen Dreizopfmuster gestrickt sein, aber sie gehören zu den sympathischsten Freitagsreihen im ‚Ersten‘.“ „Das hat vor allem mit dem Titeltrio, seinen jeweiligen Geschichten sowie natürlich dem gut zusammengestellten Ensemble zu tun.“ „Über allem schwebt jedoch die ausgeprägte Nächstenliebe des Trios: Wenn Mitmenschen in Not sind, zögern die Männer keine Sekunde; Vorbilder dieser Art kann es gar nicht genug geben. Das gilt auch für eine der Hauptfiguren, deren Homosexualität sehr beiläufig und ganz selbstverständlich eingeflochten wird.“
Die Kritiker von TV Spielfilm vergaben kommantarlos den „Daumen nach oben“.
Oliver Armknecht kritisierte für film-rezensionen.de: Im „fünften Teil der Reihe, steht die Arbeit der drei aber nur bedingt im Mittelpunkt. Dann und wann bekommen wir tatsächlich einen Einblick in das, was es heißt, jeden Tag Mülltonnen durch die Gegend zu schleppen. Das Thema Gesundheit spielt dabei beispielsweise eine Rolle, wenn ein kaputter Rücken zu den typischen Berufskrankheiten gehört. Auch der Austausch mit Felsenhain, der sich den Alltag der drei aus einem wirtschaftlichen Blickwinkel anschaut, führt zu einer inhaltlichen Auseinandersetzung.“ „Passabel ist der Film insgesamt sicherlich.“ „Trotzdem ist es schade, dass der Film nicht mehr aus den Themen herausholt. Anstatt irgendwie alles mal auszuprobieren und damit die Geschichte unnötig zu überfrachten, wäre mehr Zurückhaltung und mehr Tiefgang wünschenswert gewesen.“